# Palio de Ferrare

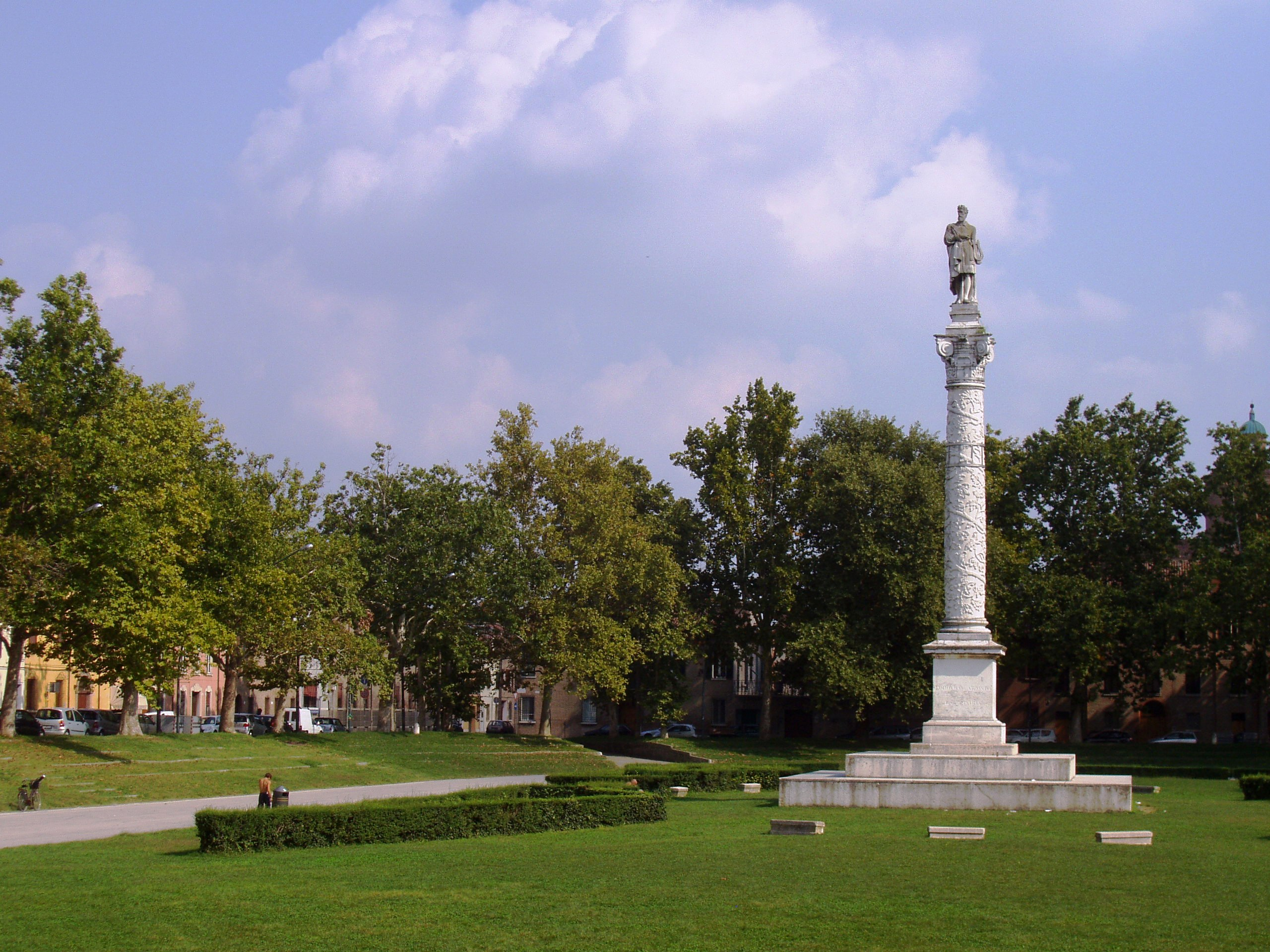
La piazza Ariostea

Le palio de Ferrare (en italien : palio di Ferrara) est une course de chevaux qui a lieu à Ferrare, sur la piazza Ariostea. Il oppose les huit contrades de la ville le dernier dimanche de mai. Officialisé en 1279, il est considéré comme le palio le plus ancien au monde. Les chevaux sont montés à cru.

## Histoire
Les chevaux ont toujours été appréciés par les Ferrarais et de tous temps associés aux évènements publics. Les chroniques de l'époque rapportent qu'en 1259, pour célébrer la victoire de Azzo VII sur Ezzelino III da Romano à Cassano d'Adda, les Ferrarais organisèrent à travers les rues de la cité des courses de serviteurs et servantes, d'ânes et de chevaux, tradition qui perdura pendant vingt ans jusqu'à la création du Palio en 1279. La fête fut officialisée dans les Lois de 1287, le premier véritable ensemble de lois acté par les guildes de la ville. Il fut établi que la course aurait lieu deux fois l'an, une fois en l'honneur de Saint George, saint patron de la cité, et une fois le jour de l'Assomption. La récompense pour le vainqueur était un palio, un vêtement en matière délicate, tandis que le second et le troisième prix étaient respectivement un cochon et un coq. 
Pendant le règne d'Hercule 1er de 1471 à 1505, d'autres courses plus raffinées furent adjointes au Palio qui se déroulaient dans le quartier du Barco, site tout proche, dans un lieu nommé  Barchetto du Duc. Le Palio de Saint Georges devint la course la plus convoitée d'Italie. Les chevaux berbères des ducs de Ferrare, montés par les princes en personne, s'y affrontaient avec les spécimens d'autres familles célèbres. En 1466, par exemple, le roi de Naples Ferdinand Ier y envoya ses chevaux, et en 1475, le marquis de Mantoue, opposant traditionnel de la famille d'Este, y prit part avec 19 chevaux et gagna.

## Contrade

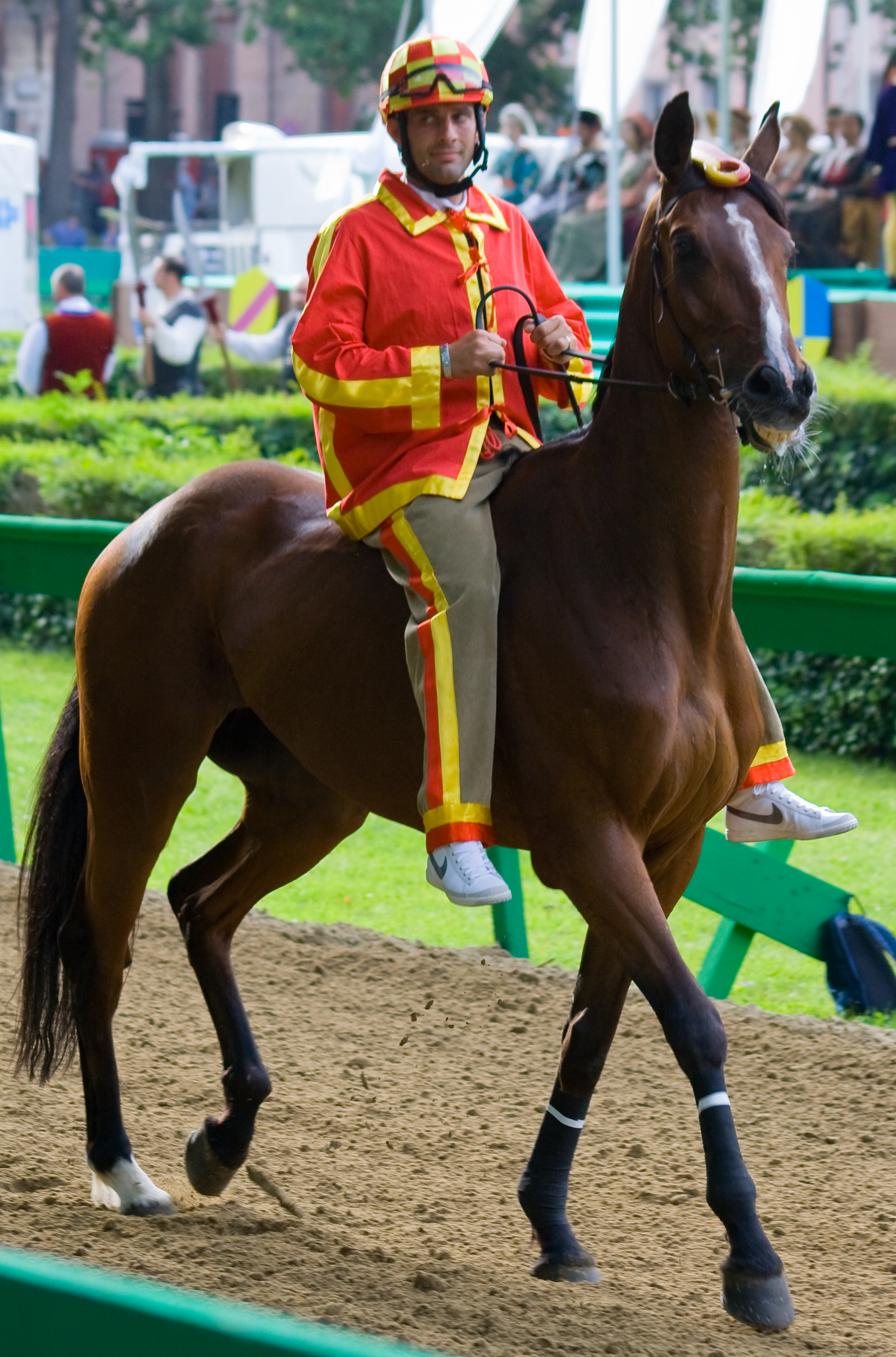
Palio di Ferrara - Edition 2008

Les contrades (districts) participant au Palio de Ferrare sont au nombre de huit et sont divisés en quatre rioni (quartier) et quatre borghi (village). Sont définis comme rioni les districts dont le territoire est compris dans les anciens murs de Ferrare, tandis que les borghi sont des villages dont le territoire est situé en dehors des murs définis.

### Borghi
| Devise      | Colori        | Territoire |
| ----------- | ------------- | --- |
| Aigle blanc | Jaune et Bleu | Viale Cavour (côté pair) jusqu'au Corso Isonzo (côté impair), Via Darsena (da C.so Isonzo a V.le IV Novembre), Via Arginone, Mura di Porta Po jusqu'à Via Canapa, Viale Po jusqu'àu chemin de fer souterrain, Via Modena (côté impair) jusqu'àu ponte sul canale Boicelli, Mizzana, Cassana et Porotto judqu'au aux extrémités de la Comune di Ferrara. |

| Devise | Colori         | Territoire |
| ------ | -------------- | --- |
| Hydre  | Jaune et Rouge | Barriera di Porta Reno, Via Bologna (côté impair) jusqu'au Ponte di S. Paolo, circonvallazione fuori le Mura, quartiers de S. Giorgio e Quacchio, Via Pomposa (côté pair), Via Comacchio, Via Ravenna jusqu'à la limite de la Comune di Ferrara, San Bartolomeo in Bosco. |

| Devise        | Colori        | Territoire |
| ------------- | ------------- | --- |
| Lince bendata | Rouge et Bleu | Via Pomposa (côté impair, jusqu'à la limite de Comune di Ferrara), Viale Po (côté impair), zona Doro, Via Modena (côté pair, jusqu'au canale Boicelli, côté droit), zone murs extérieurs de Via Pomposa, agglomération de Casaglia e Ravalle (jusqu'à la limite de Comune di Ferrara). |

| Devise              | Colori        | Territoire |
| ------------------- | ------------- | --- |
| Paraduro (steccato) | Rouge et Vert | du canal Marrara le long du Pô de Volano à la voie ferrée à Bologne; pour via Bologna (deux côtés par ponte di Porta Reno) jusqu'au Montalbano, agglomérations comprises de Chiesuol del Fosso, San Martino, Marrara et territoires voisins (à l'exclusion du village de San Bartolomeo in Bosco). |

### Rioni
| Devise  | Colori        | Territoire |
| ------- | ------------- | --- |
| Losange | Blanc et Azur | Barriera di Porta Po, Viale Cavour (côté pair), Corso Ercole I D’Este (côté impair), Mura degli Angeli jusqu'à Barriera di Porta Po. |

| Devise             | Colori        | Territoire |
| ------------------ | ------------- | --- |
| Aigle sur une roue | Blanc et Noir | Corso Porta Reno (côté impair), Corso Martiri della Libertà (côté impair), Viale Cavour (côté impair), Corso Isonzo (côté impair), Via Darsena, Via Bologna (côté pair) jusqu'au Ponte di San Paolo, Piazza Travaglio (jusqu'à via Piangipane). |

| Devise  | Colori          | Territoire |
| ------- | --------------- | --- |
| Unicorn | Jaune et Violet | Corso della Giovecca (côté pair), Corso Martiri della Libertà (côté pair), Corso Porta Reno (côté impair), Piazza Travaglio (jsqu'à Via S. Romano), anneau dans les murs jusqu'à Piazzale Medaglie d’Oro. |

| Devise            | Colori        | Territoire |
| ----------------- | ------------- | --- |
| Granata svampante | Jaune et Vert | Corso della Giovecca (côté impair), Corso Ercole I d’Este (côté pair), Mura degli Angeli (jusqu'à la Piazzale Medaglie d’Oro). |